# Mariano Pina Domínguez
Mariano Pina Domínguez (Granada, 1840-Madrid, 11 de noviembre de 1895) fue un novelista, poeta y dramaturgo español. 

## Antecedentes familiares
El padre de Mariano Pina Domínguez fue Mariano Pina Bohigas, un conocido dramaturgo, natural de Madrid (1820), ciudad donde estudió la carrera de Derecho doctorándose en Leyes. Pero su verdadera vocación fue siempre el teatro al que dedicó todos sus esfuerzos. Como autor fue un plagiador; copiaba sin pudor obras francesas a las que cambiaba el título y poco más y para las que pedía la colaboración musical de compositores consagrados. Mariano Pina no fue el único que trabajó de este modo, pues éste fue un hábito muy extendido durante aquellos años entre los dramaturgos libretistas. A veces, las copias superaban a las obras originales; el público las acogía bien sin plantearse si eran originales o extranjeras.  La picaresca madrileña hizo circular por la ciudad una coplilla jocosa con el interrogante de cuál de los dos Pina era peor, concluyendo dicho chascarrillo que «era peor el padre, por ser el autor del hijo».
Tuvo el acierto de pertenecer al grupo de creadores de la zarzuela moderna desde que estrenó Colegialas y soldados y colaboró con los mejores compositores como Barbieri, Oudrid, Luis Vicente Arche, Mariano Vázquez, Arrieta, Bretón y Fernández Caballero. Su producción fue extensa y dejó en herencia a su hijo la afición y habilidad por el plagio. Las obras más representativas del padre son Bazar de novias (1867), Colegialas y soldados (1849) y ¡Si yo fuera rey! (1862).

## Trayectoria profesional
El repertorio del hijo como libretista es extenso, mucho más que el de su padre, pues llegó a estrenar una vez al año, siempre con éxito. Era ingenioso y atrevido, con mucha facilidad para conectar con el público, aunque en lo literario no era demasiado bueno. Escribió zarzuelas, operetas, comedias, dramas y alguna obra más seria como Mujer y reina y El milagro de la Virgen. Pero sobre todo se dedicó a la adaptación —o plagio— de las obras francesas que gozaban de gran éxito por entonces. Su trabajo le proporcionó pingües beneficios, algo que era conocido por el público y por sus compañeros y que dio pie a que el semanario festivo Madrid cómico publicara en agosto de 1884 los siguientes pareados:

Escribiendo a troche y moche

Nos demuestra que es fecundo

Le ha aplaudido todo el mundo

Tiene gracia...¡y tiene coche!

Colaboró con los compositores contemporáneos de su padre (Barbieri, Oudrid) y con otros de la siguiente generación (Chapí, Chueca, Valverde, Lleó). Sus obras más representativas fueron El milagro de la Virgen (1884), Mujer y reina (1895) y El hombre es débil (1871).
Falleció en el barrio madrileño de la Prosperidad el 11 de noviembre de 1895.

## Obras
- Lola (estrenada en el teatro Circo de Rivas en 1873).
- Ya somos tres.
- Fausto (estrenada en el teatro Romea, de Madrid, en 1874).
- Un nuevo Quintiliano.
- Mujer y reina.
- El husard.
- Compuesta y sin novio (estrenada en el teatro de la Zarzuela, de Madrid, en 1875).
- Pirlimpimpim (estrenada en el teatro Circo en 1870).
- Se dan casos.
- La vida en un tris.
- Una casa de locos.
- ¡Valiente amigo!
- Las multas de Timoteo (estrenada en el teatro Lope de Rueda, de Madrid, en 1869).
- Por huir del verano.